# Bluefields
Bluefields – miasto w Nikaragui, największy ośrodek miejski wschodniej części kraju, tzw. Wybrzeża Moskitów, położony u ujścia Escondido do Morza Karaibskiego. Ośrodek administracyjny regionu autonomicznego Atlántico Sur. Zamieszkuje je 33,7 tys. osób (1995).
Bluefields zostało założone w 1670 przez Anglików, stąd jego angielska nazwa, nietypowa w hiszpańskojęzycznej Nikaragui. Prawa miejskie otrzymało w 1903.
Miasto stanowi ważny port morski, przez który wywozi się główne towary eksportowe Nikaragui: banany i kawę. Miasto swój rozwój jako portu wywozowego zawdzięcza autostradzie, która łączy stolicę kraju Managuę z portem rzecznym w El Rama nad rzeką Escondido. Stąd towary są spławiane w dół rzeki 60 km aż do ujścia, gdzie leży Bluefields. Poza drogą wodną można się tutaj dostać jedynie samolotem.

## Współpraca
- Racine, Stany Zjednoczone